# Kent Brockman
Kent Brockman (llamado probablemente Kenny Brockelstein, según afirma en los capítulos Mother Simpson, en el que trabaja en los años 1960 para el Canal 7 y A Tree Grows in Springfield) es un personaje recurrente de la serie de dibujos animados Los Simpson, en carácter de presentador de televisión.
En "Dog of Death", Brockman ganó el premio mayor de la lotería estatal, de varios millones de dólares ($130 millones), y dejó el escritorio de noticias mientras todavía estaba en el aire. Sin embargo, permaneció como presentador de noticias debido a su contrato, aunque también admitió que le gusta ganar $500,000 al año.

## Papel en la serie
Kent Brockman es uno de los periodistas más famosos de Springfield, trabaja en el Canal 6. Tiene una hija de la edad de Lisa que puede ser hija de él y de la chica del tiempo Stefanie, se dice que se divorciaron. Tiene una hermana, que es corresponsal en Washington, según le afirma a Bart, en Lisa comentarista, de la novena temporada. Entre los periodistas de las distintas ciudades, es el de menor categoría y es burlado por ellos. No suele ser muy objetivo en sus notas, y no es un periodista muy formal, ya que discute con sus compañeros de equipo (un técnico de sonido -que iba a ser despedido- lo golpea con el micrófono y Kent lo maldice entredientes), come frente a cámara (en el capítulo Lisa the Vegetarian, Lisa lo recuerda comiendo un muslo de pollo) y no presta mucha atención a lo que sucede (Lisa habla de su inteligencia en el capítulo Lisa the Simpson y luego se ve a Kent sorprendido realizando la acotación: "A esta niña le agrada su cerebro, ¿y a usted?"), etc.

## Creación e inspiraciones

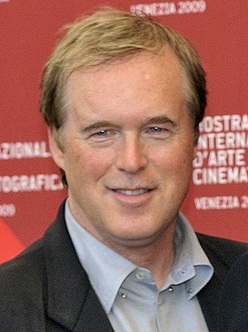
Brad Bird diseñó a Brockman.

Kent Brockman apareció por primera vez en televisión en el episodio de la primera temporada titulado "Krusty Gets Busted", que se emitió originalmente el 29 de abril de 1990. El personaje se basó en los presentadores de noticias de Los Ángeles Hal Fishman y Jerry Dunphy. El director de "Krusty Gets Busted", Brad Bird, diseñó el personaje y se inspiró en el presentador de noticias Ted Koppel. Otro influencia en el personaje fue Ted Baxter, interpretado por Ted Knight, en la serie The Mary Tyler Moore Show. Dunphy estaba orgulloso de que Brockman se basara en él y le decía a la gente que él era Kent Brockman.

## Influencia cultural
Brockman es responsable de popularizar el snowclone "Yo, por mi parte, doy la bienvenida a nuestros nuevos [rellena el espacio en blanco] señores supremos", a veces utilizado para expresar una sumisión fingida, generalmente con fines humorísticos. Se ha utilizado en los medios de comunicación, como la revista New Scientist, el Houston Chronicle y Ken Jennings en Jeopardy!: El Desafío Watson (contra Watson). El discurso de Brockman sobre la nave espacial Corvair siendo dominada por una raza maestra de hormigas espaciales gigantes en "Deep Space Homer", que generó el meme, se considera uno de los momentos clásicos del programa. La nave espacial transportaba una colonia de hormigas para ver si podían ser entrenadas para ordenar tornillos pequeños en el espacio, pero fueron liberadas accidentalmente por Homer. Esto llevó a que una hormiga se viera a la deriva en la transmisión de video, apareciendo gigantesca debido a su proximidad a la cámara, momento en el que Brockman reflexiona si la "raza maestra de hormigas espaciales gigantes ... consumirá a los hombres de la Tierra cautivos o simplemente los esclavizará" y finalmente pronuncia la frase "Yo, por mi parte, doy la bienvenida a nuestros nuevos señores insectos". El autor Chris Turner lo llamó "quizás su mejor hora como periodista" y dijo que es "simplemente uno de los momentos cómicos más destacados en la historia de la televisión." El 6 de mayo de 2014, Stephen Colbert hizo referencia directa a la frase al usarla como su línea de cierre.